# Rivière Guichaud
Rivière Guichaud är ett vattendrag i Kanada.   Det ligger i provinsen Québec, i den östra delen av landet, 1 900 km norr om huvudstaden Ottawa.
Omgivningarna runt Rivière Guichaud är i huvudsak ett öppet busklandskap. Trakten runt Rivière Guichaud är nära nog obefolkad, med mindre än två invånare per kvadratkilometer.